# Zdob și Zdub
Zdob și Zdub est un groupe musical moldave, originaire de Chișinău. Formé en 1994, leur style musical est un mélange de hip-hop et de punk hardcore croisés avec des musiques traditionnelles moldaves. Le nom du groupe est une onomatopée de son de tambour. Le groupe devient le premier représentant de la Moldavie au Concours Eurovision de la chanson 2005. Ils sont de nouveau candidat en 2011, où ils représentent à nouveau leur pays finissant à la douzième place, et en 22 où ils finissent à la septième place avec le duo des Frères Advahov.

## Biographie
Le groupe est formé en 1994 ; en novembre de la même année, il se produit à Moscou. Le groupe chante en roumain, en russe et en anglais. Il a en particulier repris la chanson de Kino : Vidéli Notch (Видели Ночь : [nous avons] vu la nuit). À la fin 1996, à la suite d'un contrat avec le label FeeLee, Zdob si Zdub enregistre son premier album studio, Hardcore Moldovenesc ; toutes les chansons sont en russe à l'exception d'une seule. En janvier 1997, le groupe ouvre pour Biohazard et Rollins Band à Moscou. En mars 1997, ils jouent avec le groupe Tequilajazzz à Moscou, Saint-Pétersbourg, et Chișinău, et participent au festival Kazantip en Crimée. En décembre 1997, Zdob si Zdub lance le festival Learn to Swim à Chisinau, et invite les groupes Kirpitchi et Neurotica à s'y produire. En mai 1999, leur label FeeLee publie une version en russe de l'album Zdubii Bateti Tare sous le nom de Tabara Noastra. Le lancement de l'album se fait à Saint-Pétersbourg le 26 mai 1999, et à Moscou les 21 et 28 mai 1999.
En janvier 2000, le groupe joue au EuroSonic Festival de Groningue, aux Pays-Bas. En août 2000, Zdob si Zdub joue au Pepsi Sziget avec des groupes et artistes comme Susanne Vega, Guano Apes, Lou Reed, Apollo 440, Bloodhound Gang, Therapy?, et Oasis.

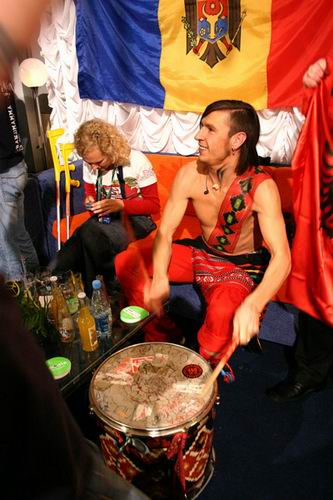
Roman Iagupov en répétition au Concours Eurovision de la Chanson 2005 à Kiev.

Le 26 février 2005, le groupe a remporté un concours national de présélection pour représenter la Moldavie lors de sa toute première apparition au concours Eurovision de la chanson 2005, avec leur chanson Boonika Bate Toba. Le 19 mai, ils se sont classés quatrièmes dans l'ordre de passage de la demi-finale et ont terminé à la 2e place avec 207 points. Qualifiés pour la grande finale du 21 mai, ils ont fait match nul en 7e position. Après les votes, ils ont remporté la 6e place avec 148 points.

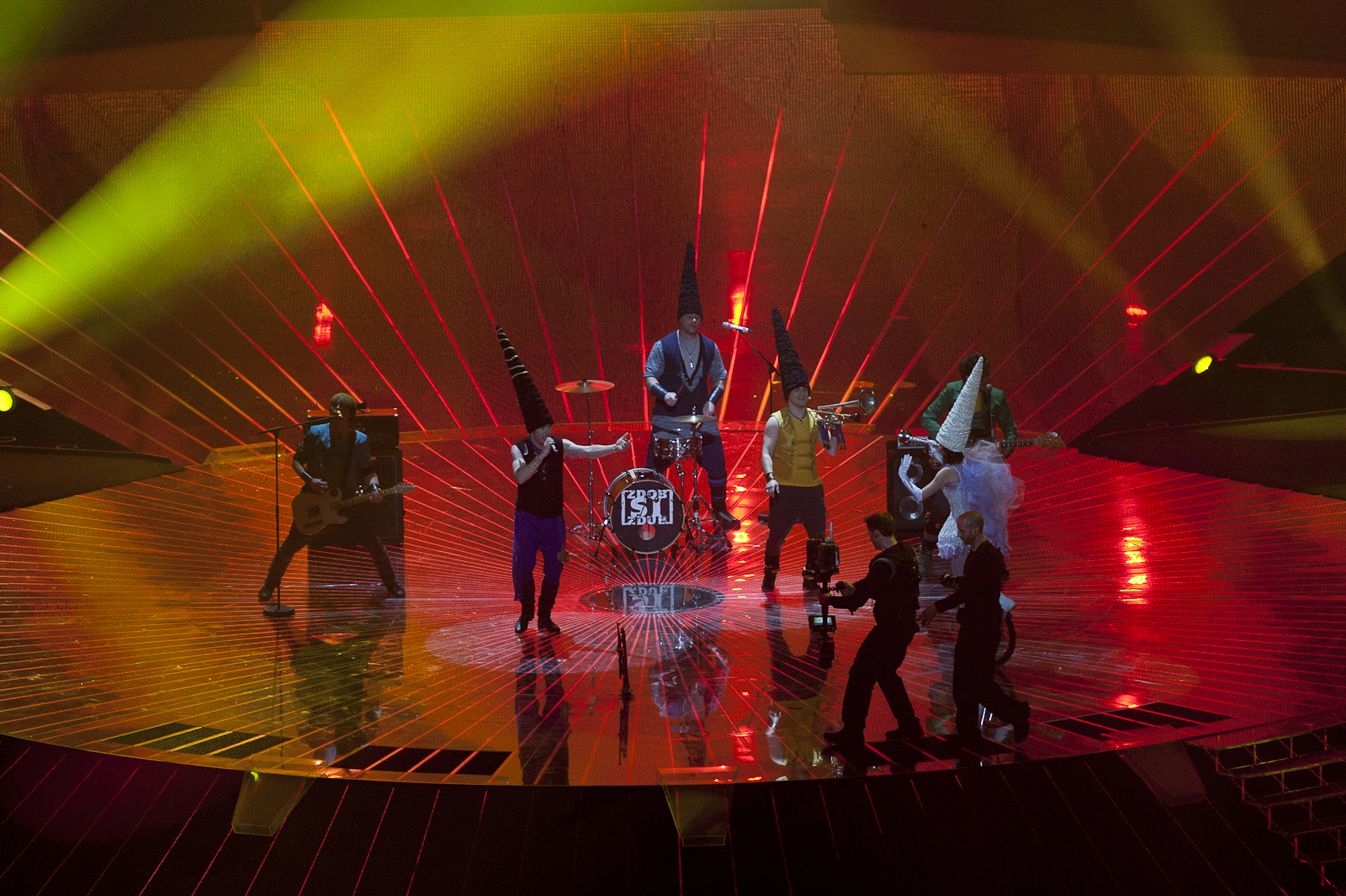
Zdob și Zdub sur la scène de l'Eurovision 2011

Le 14 juillet 2006, Zdubs joue au Roskilde Festival. Le 18 mai 2007, Zdubs participe à l'émission Full Contact sur MTV Russie.  Ils sont de nouveau candidat en 2007, finissant deuxième de la finale nationale, puis en 2011 où ils représentent à nouveau leur pays avec la chanson So Lucky, finissant à la douzième place avec 97 point. La chanson est devenue la première et la seule du groupe à atteindre le UK Singles Chart.
Le groupe donne son premier concert en Belgique en 2008, et son premier concert en France en 2010. À la fin 2014, le groupe enregistre deux chansons, La o margine de munte et Caloianul. En automne 2014, Zdob și Zdub célèbre ses 20 ans d'existence en jouant en Moldavie, en Roumanie, en Russie et en Ukraine.
Le 29 janvier 2022, leur chanson Trenulețul en collaboration avec les Frații Advahov a été choisie par Teleradio-Moldova pour représenter le pays au Concours Eurovision de la chanson 2022 à Turin. Lors de la finale du concours, ils terminent à la septième place du classement.

## Membres
- Roman Iagupov - chant, flûte, ocarina, fluier, ocarină, iorgafon, instruments traditionnels
- Mihai Gancu - guitare basse
- Sviatoslav Starus - guitare
- Andrei Cebotari - tambour
- Victor Dandeș - trombone, flûte
- Valeriu Mazalu - trompette

## Discographie
- 1997 : Hardcore Moldovenesc
- 1999 : Tabăra Noastră
- 2000 : Remixs
- 2001 : Agroromantica
- 2002 : От харdкора до романтики
- 2003 : 450 de oi
- 2006 : Ethnomecanica
- 2010 : Белое вино/Красное вино
- 2012 : Basta Mafia!
- 2015 : 20 de Veri
- 2019 : Bestiarium